# Rees
Rees este un oraș din landul Renania de Nord-Westfalia, Germania.